# Filippos Karvelas
Filippos Karvelas (řecky Φίλιππος Καρβελάς, 1877, Athény – 7. listopadu 1952, tamtéž) byl řecký sportovní gymnasta a člen družstva, které získalo bronzovou olympijskou medaili v hromadném cvičení na bradlech na Letních olympijských hrách 1896 v Athénách.

## Životopis
Karvelas se narodil v Athénách ve staré rodině, jejíž předkové bojovali v roce 1821 za osvobození z turecké nadvlády. Po ukončení středoškolského studia se zapsal na tělovýchovnou školu, kde vyučoval gymnastiku. Ještě jako student se účastnil v družstvu Ethnikos Gymnastikos Letních olympijských her v Athénách. V roce 1899 odešel stejně jako Ioannis Chrysafis se státním stipendiem do Švédska, kde se seznamoval se švédským tělovýchovným systémem. V létě 1909 jej ministerstvo školství pověřilo výukou tohoto systému na školách. Společným úsilím s Chrysafisem se podařilo v roce 1929 prosadit zákon o zavedení tělesné výchovy ve školách. Roku 1932 se stal Chrysafisovým spolupracovníkem na ministerstvu školství, kde působil jako ředitel odboru tělesné výchovy. Zemřel v roce 1952.

## Karvelas na olympijských hrách 1896
Karvelas se na olympiádě v Athénách účastnil cvičení na bradlech, kde skončil v poli poražených, ale hlavně jako člen družstva Ethnikos Gymnastikos Athény hromadného cvičení na bradlech. Bojovalo proti národnímu družstvu Německa a dalšímu athénskému družstvu Panellinios Gymnastikos Syllogos. Zachovala se jména pouze čtyř cvičenců družstva Ethnikos. Družstva měla k dispozici sadu deseti nářadí a musela zacvičit tříminutovou sestavu, přičemž rozhodčí hodnotili celkové provedení, náročnost cviků a jejich sladění do celku. Němci bezkonkurenčně získali zlaté medaile. Obdobné cvičení na hrazdě žádné řecké družstvo neobsadilo. Družstvo Ethnikos skončilo na třetím místě. 